# Aspila oregonica
Aspila oregonica är en fjärilsart som beskrevs av Edwards 1875. Aspila oregonica ingår i släktet Aspila och familjen nattflyn. Inga underarter finns listade i Catalogue of Life.